# Gôgen-Witz

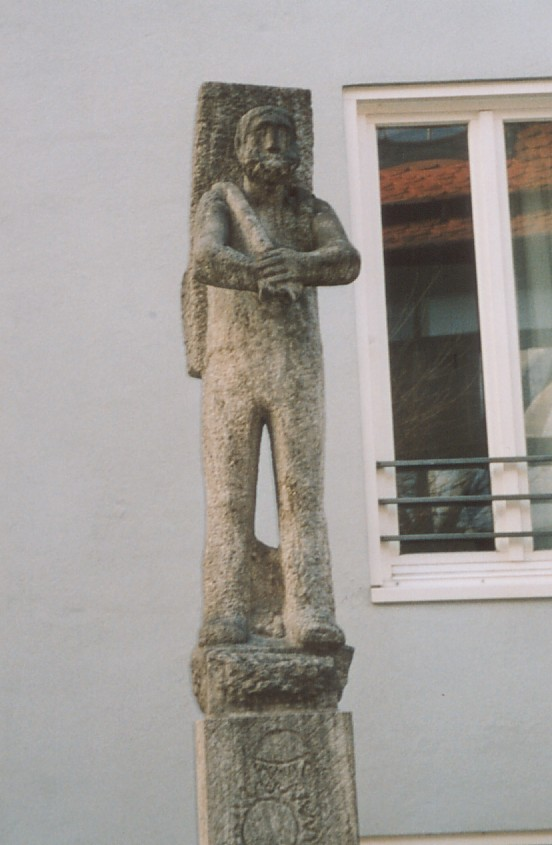
Gôgendenkmal von Ugge Bärtle in der Tübinger Salzstadelgasse. Dargestellt ist ein Weingärtner mit der typischen aus Weiden geflochtenen Rückentrage.

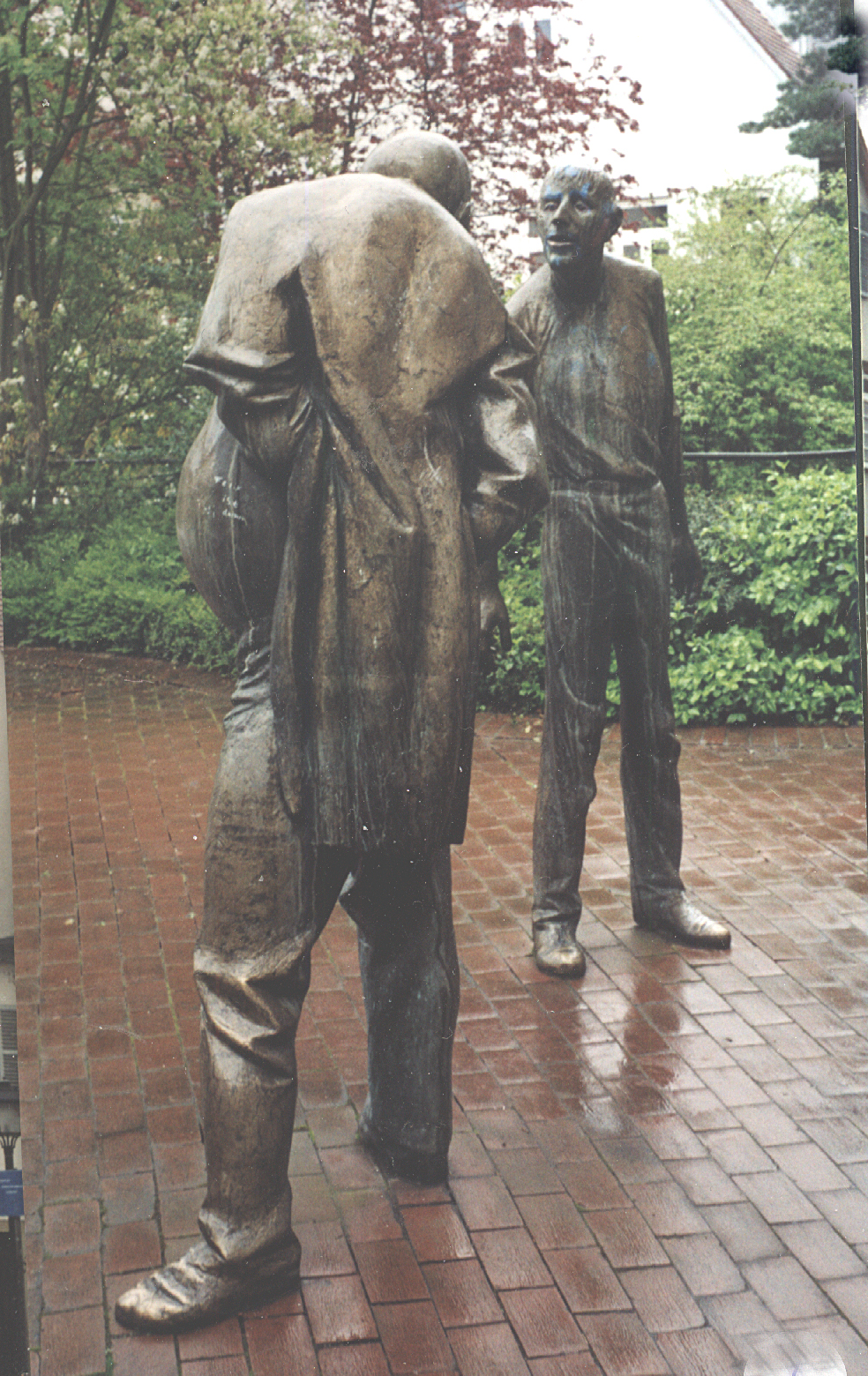
„Auseinandersetzung“, 1979 im Lammhof, Tübingen

Der Gôgen-Witz ist eine literarische Kurzform, die auf die Tübinger Weingärtner zurückgeht, die mundartlich als „Gôgen“ bezeichnet werden.
Der Gôgen-Witz hat meist derbe Reaktionen dieser bäuerlichen Ur-Bevölkerung auf übermäßigen Fortschrittsglauben und allzu wissenschaftliches Gehabe im zur Universitätsstadt werdenden Tübingen zwischen 1890 und 1960 oder oft auch das Spannungsverhältnis zur benachbarten (als ehemals Freie Reichsstadt reicheren) Stadt Reutlingen zum Gegenstand. 1916 erschienen Gôgen-Witze erstmals in gedruckter Form, gesammelt und als Feldausgabe unter dem Pseudonym ‚Romeo‘ herausgegeben von Hermann Cuhorst, Karl Kommerell und Victor Kommerell. Ihre Verteilung unter den württembergischen Soldaten wurde von König Wilhelm II. von Württemberg gebilligt.
Später erschienen zahlreiche Erweiterungen und Bearbeitungen, unter anderem auch die von Heinz-Eugen Schramm, die auch als Sprechplattenreihe, später als CD mit Max Strecker u. a. veröffentlicht wurde.

## Beispiele
Da der Weinbau in Tübingen in der ersten Hälfte des 20. Jahrhunderts weitgehend zum Erliegen kam, beziehen sich die meisten Gôgen-Witze auf die Zustände im 19. bzw. beginnenden 20. Jahrhundert. Hier zwei Beispiele (ein weiteres Beispiel siehe Oberlandesgericht Stuttgart#„Die Auseinandersetzung“):
- Ein Reutlinger Weingärtner, auch „Huser“ genannt, zieht einen Gôgen wegen der harten Tübinger Trauben auf: „Do miaßt-er halt d’Elefande vo d'r Wilhelma zom Träpple komme lao!“ – „Schao reacht“, erwidert der Gog, „mr hent au schao gschriebe, aber dia kennet net komme; se häbe noh wonde Fiaß vom letschde Johr her, dia Elefande, wo z'Reidleng' gwea seiet!“
- Ein Gôg verlangt in der Apotheke ein Abführmittel. Versehentlich erhält er jedoch Salzsäure. Tags darauf entdeckt der Apotheker die Verwechslung und eilt – das Schlimmste befürchtend – in die Wohnung des Gôgen. Erleichtert atmet er auf, als er ihn gesund und munter erblickt. Über den Irrtum aufgeklärt, lacht der Gôg nur und meint: „Jetzt wondert mi nix maih! Deshalb also hao-n-i noch-em Bronze heit morge lauter Löchle en de Stiefel ghet!“

Es gibt aber auch einige Witze, die sich auf die Verhältnisse in der zweiten Hälfte des 20. Jahrhunderts beziehen, also nicht mehr aus der Zeit des Weinbaus stammen, z. B.:
- Ein französischer Besatzungssoldat, der in den Neckar gefallen war und nicht schwimmen kann, ruft: „au secours! au secours!“ Ein Rettungsschwimmer stürzt sich ins Wasser, ein Gôg aber beugt sich übers Brückengeländer und ruft „O Mändle, hetsch au gscheiter schwemma glernt, statt Franzesisch.“

Es existiert auch eine Tübinger Gôgen-Hymne („En dr Näckarhalde sieba“) der Riverside Jazzband.